# ブランコ山
ブランコ山（ブランコさん、ポルトガル語: Monte Branco）とは、アフリカ大陸のすぐ西の大西洋上に位置するソタヴェント諸島を構成する島の1つである、マイオ島に存在する山の1つである。なお、名称の「branco」は「白い」といった意味のポルトガル語である。

## 地理
ブランコ山は、マイオ島の中央部のやや東寄りに位置していて、その山頂の標高は約251 mである。
なお、ブランコ山の北北西にはマイオ島の最高峰のペノーズ山（標高約437 m）が存在しており、どちらの山も開発などから保護されている。
ちなみに、同島の中央部には、これらの他にも山が存在している。